# Dramane Salou
Dramane Salou (ur. 22 maja 1998 w Wagadugu) – burkiński piłkarz występujący na pozycji pomocnika w ormiańskim klubie Piunik Erywań.

## Kariera piłkarska

### Kariera klubowa
Wychowanek klubu Salitas FC, w barwach którego rozpoczął w 2015 karierę piłkarską. W sezonie 2016/17 został wypożyczony do USFA. Na początku 2018 przeszedł do FK Partizan. Od lipca 2018 do lutego 2019 grał na zasadach wypożyczenia w FK Teleoptik. 30 lipca 2019 podpisał kontrakt z Olimpikiem Donieck.

### Kariera reprezentacyjna
W latach 2016–2017 występował w młodzieżowej reprezentacji Burkiny Faso. W 2017 debiutował w narodowej reprezentacji Burkiny Faso.